# Montreuil-sur-Mer
Montreuil (Montreuil-sur-Mer) és un municipi francès situat al departament del Pas de Calais i a la regió dels Alts de França.

## Fills il·lustres
- Adrian Le Roy compositor.

## En la literatura
Montreuil és escenari d'una part de la novel·la de Victor Hugo Els miserables, on s'identifica només com a M____-sur-M__ en les edicions antigues. El protagonista, Jean Valjean (amb el nom fals de Pare Madeleine), és batlle de Montreuil durant alguns anys, a més de propietari de la fàbrica local, i el personatge Fantine hi viu, treballa i finalment es prostitueix abans de morir-hi. Hugo havia passat alguns cops les vacances a Montreuil.